# Oameni și măști
Oameni și măști este un film românesc din 1963 regizat de Florica Holban.